# 弗拉索萨比诺
弗拉索萨比诺（義大利語：Frasso Sabino），是意大利列蒂省的一个市镇。总面积4.41平方公里，人口689人，人口密度156.2人/平方公里（2009年）。ISTAT代码为057030。